# Guido da Montefeltro
Guido da Montefeltro, dit aussi Il Vecchio (« Le vieux »), né à San Leo, en 1223 et mort à Ancône le 29 septembre 1298, seigneur de Montefeltro, est un condottière et chef gibelin du XIIIe siècle. Il entra dans les ordres deux ans avant sa mort.

## Biographie
Guido (Guy Ier) de Montefeltro est un chef historique gibelin qui se distingue par ses actions militaires menées en Romagne. Cité par Giovanni Villani et Dante Alighieri, qui dans la Divine Comédie le situe en Enfer parmi les conseillers fraudeurs, dans la VIIIe bolgia, chant XXVII.
En 1275, Guido conduit les gibelins de Romagne à la victoire contre les guelfes à Ponte San Procolo et remporte une victoire sur les Malatesta de Rimini à Raversano.
L'année suivante, Guido est capitaine du peuple de Forlì ainsi que le contrôleur de tout pouvoir antipapal en Romagne. Il commande les défenseurs pendant le siège de Forlì en 1282-1283, contre les forces françaises fidèles au pape Martin IV et bien que ses forces infligent de lourdes pertes à leurs ennemis, Forlì tombe ce qui conduit la plupart de la Romagne à se soumettre au contrôle de la papauté. En 1286, Guido accepte l'autorité du pape Honorius IV. 
Néanmoins, Guido da Montefeltro apparaît de nouveau dans la vie publique en 1288, quand excommunié il devient capitaine des gibelins de Pise (1289-1293). Au cours des années suivantes, il aide Pise dans sa lutte contre Florence, et la ville d'Urbino contre Cesena. 
En 1296 le pape Boniface VIII accepte de nouveau Guido au sein de l'Église, et lui rend la seigneurie de Montefeltro. Dans la même année, pris de remords par ses actions tyranniques il entre dans l'ordre des moines franciscains et meurt deux ans plus tard dans le monastère d'Assise.

## Divine Comédie
Dante Alighieri cite Guido de Montefeltro parmi les personnages de l'Enfer de la Divine Comédie.
En 1298, Boniface VIII appelle Guido pour être conseillé lors des luttes contre la famille Colonna, qui a contesté la légitimité de l'élection Boniface et qui se réfugie dans une forteresse de Palestrina. Guido conseille au pape de promettre l'amnistie aux Colonna, puis revenir sur la promesse une fois qu'ils seront sortis de leur forteresse. 

C'est ce conseil qui a conduit Dante à placer Guido en Enfer. Dans le chant XXVII de l'Enfer, Guido raconte comment il a donné des conseils à contrecœur à Boniface, qui accepte de l'absoudre pour ce pêché. Comme Guido raconte son histoire, après sa mort saint François veut sauver son âme, mais un chérubin noir confirme la revendication supérieure de l'Enfer. 

« Il me demanda conseil, et je me tus, ses paroles me paraissant ivres. Il reprit : Que ton cœur ne craigne point ; dès à présent je t'absous. Enseigne-moi comment je jetterai bas Palestrina. Je puis, comme tu sais, ouvrir et fermer le ciel ; car doubles sont les clefs qui point ne furent chères à mon prédécesseur. Alors me poussèrent les graves arguments là où se taire me parut le pis, et je dis : — Père, puisque tu me laves de ce péché, où je dois maintenant tomber, longue promesse et court effet te fera triompher sur le haut siège. — Ensuite, quand je fus mort, François me vint chercher ; mais un des anges noirs lui dit : — Ne l'enlève point, ne. me fais pas tort ; en bas, parmi mes serfs, il doit venir, parce qu'il donna le conseil frauduleux, depuis quoi je le tiens aux crins. Absous ne peut être qui ne se repent, et à la fois vouloir et se repentir ne se peut, à cause de la contradiction, qui point ne le permet. »

— La Divine Comédie (trad. Lamennais) / L'Enfer / Chant XXVII.

## Sources
- (it) Cet article est partiellement ou en totalité issu de l’article de Wikipédia en italien intitulé « Guido da Montefeltro » (voir la liste des auteurs).